# 43. п. н. е.

## Догађаји
- 26. новембар — Октавијан се у Бононији среће са Марком Антонијем и Лепидом, где склапају формални петогодишњи споразум о подели власти познат као Други тријумвират.

## Смрти
- 7. децембар — Марко Тулије Цицерон, римски сенатор (р. 106. п. н. е.)
- Атија Балба Цезонија, сестричина Јулија Цезара и мајка Октавијанова